# John White (1802–1845)
John White (ur. 14 lutego 1802 w Middlesborough, zm. 22 września 1845 w Richmond) – amerykański polityk.

## Życiorys
Urodził się 14 lutego 1802 roku w Middlesborough. Jego rodzicami byli Hugh i Ann Lowrie White’owie. Ojciec był właścicielem kopalni soli w Goose Creek. Po ukończeniu szkół podstawowej i średniej (Greeneville College w Tennessee), studiował nauki prawne, a następnie został w 1823 przyjęty do palestry i rozpoczął prywatną praktykę w Richmond. W 1832 roku zasiadł w legislaturze stanowej Kentucky z okręgu Madison County, a trzy lata później został wybrany do Izby Reprezentantów, z ramienia Partii Wigów. W latach 1841–1843 pełnił funkcję spikera Izby. Został na to stanowisko powołany 31  maja 1841. W izbie niższej Kongresu zasiadał do 1845, kiedy to został sędzią sądu okręgowego w Kentucky. Urząd ten sprawował do śmierci 22 września 1845 roku w Richmond. Zmarł śmiercią samobójczą. Został pochowany na cmentarzu we Frankfort w Kentucky.
Prywatnie był żonaty z Mary Hume. Miał z nią siedmioro dzieci, Williama L., Hugh L., Margaret R., Katherine, 
Anne L., Johna i Mary.